# IEEE 802.1p
IEEE 802.1p définit les 3 bits d'un champ contenu dans l'en-tête d'une trame Ethernet, utilisé pour marquer les trames d'un réseau IEEE 802.1. Il détermine la priorité, valeur entre 0 et 7 inclus, qui peut être utilisée par un mécanisme de Qualité de service (Quality of Service ou QoS) pour différencier les flux.
IEEE P802.1p est également le nom d'un groupe de travail actif durant la période 1995-1998, dont l'objectif consistait à ajouter au standard IEEE 802.1D une accélération par classe de trafic (traffic class expediting) et un filtrage dynamique de la multi-diffusion (dynamic multicast filtering). Essentiellement, il a fourni un mécanisme de qualité de service au niveau 2, Media Access Control (MAC). Le travail du groupe, sur les nouvelles classes de priorité et le Generic Attribute Registration Protocol (GARP), n'a pas été publié séparément, mais a été incorporé dans IEEE 802.1D-1998, révision majeure du standard.

## Résumé
802.1p définit 8 classes de service différentes, qui sont disponibles, et habituellement exprimée dans les 3 bits du champ priorité utilisateur (user_priority) dans l'en-tête IEEE 802.1Q ajouté à la trame. La manière dont le trafic sera ensuite géré, en fonction de la classe à laquelle il sera affecté, n'est pas défini et reste du ressort des choix d'implémentation.
Toutefois, l’IEEE a publié une classification dès la première version de la norme en 1998 mise à jour en 2005 puis 2011 :
| Priorité utilisateur (User priority) | Type de trafic (Traffic Type)                  | Type de trafic (norme de 1998)           |
| ------------------------------------ | ---------------------------------------------- | ---------------------------------------- |
| 0                                    | Au meilleur effort (Best Effort)               | Au meilleur effort (Best Effort)         |
| 1                                    | En arrière-plan (Background)                   | En arrière-plan (Background)             |
| 2                                    | Avec excellent effort (Excellent Effort)       | Avec économie (Spare)                    |
| 3                                    | Avec charge contrôlée (Controlled Load)        | Avec excellent effort (Excellent Effort) |
| 4                                    | Vidéo (Video), latence <100ms                  | Avec charge contrôlée (Controlled Load)  |
| 5                                    | Voix (Voice), latence <10ms                    | Vidéo (Video)                            |
| 6                                    | Administration internet (Internetwork Control) | Voix (Voice)                             |
| 7                                    | Administration réseau (Network Control)        | Administration réseau (Network Control)  |

La classe 0 étant cette par défaut, elle n'est pas la moins prioritaire, mais est entre le 1 et la 2. (historiquement entre la 2 et la 3)